# 艾美·巴格
艾美·巴格（Amy Barger）是一位美國天文學家，威斯康辛大學麥迪遜分校亨利埃塔‧勒維特天文學教授。她被認為是結合多台望遠鏡的數據來監測多種波長、發現可見光譜外的遙遠星系和超大質量黑洞的先驅。
艾美·巴格是國際天文學聯合會的活躍成員。